# El Romeral
El Romeral és un municipi de la província de Toledo a la comunitat autònoma de Castella-La Manxa. Està situat entre Tembleque i Lillo

## Demografia
| 2000 | 2001 | 2002 | 2003 | 2004 | 2005 | 2006 |
| ---- | ---- | ---- | ---- | ---- | ---- | ---- |
| 895  | 872  | 854  | 836  | 844  | 819  | 807  |